# 八珍甜醋

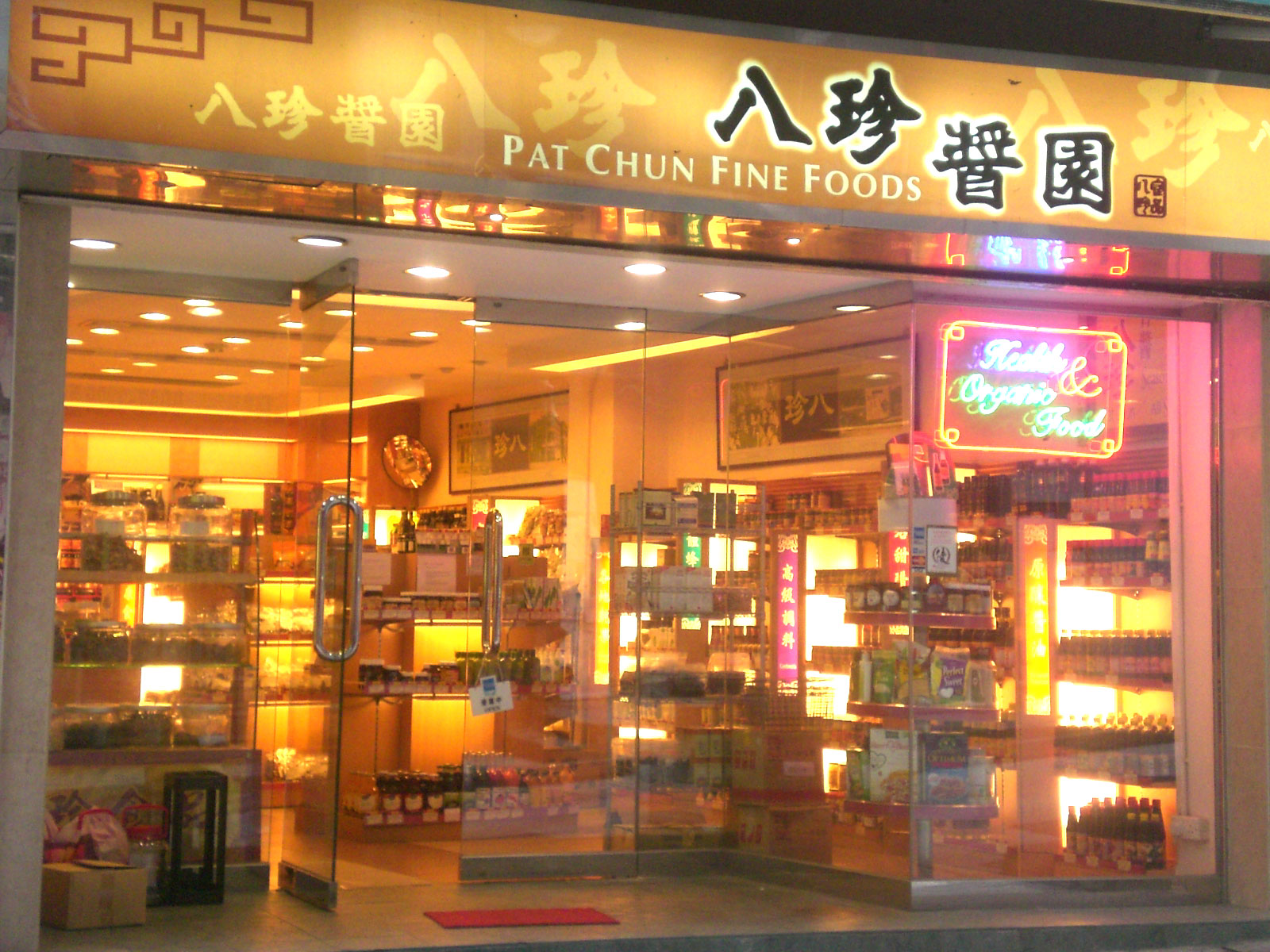
八珍甜醋中環分店

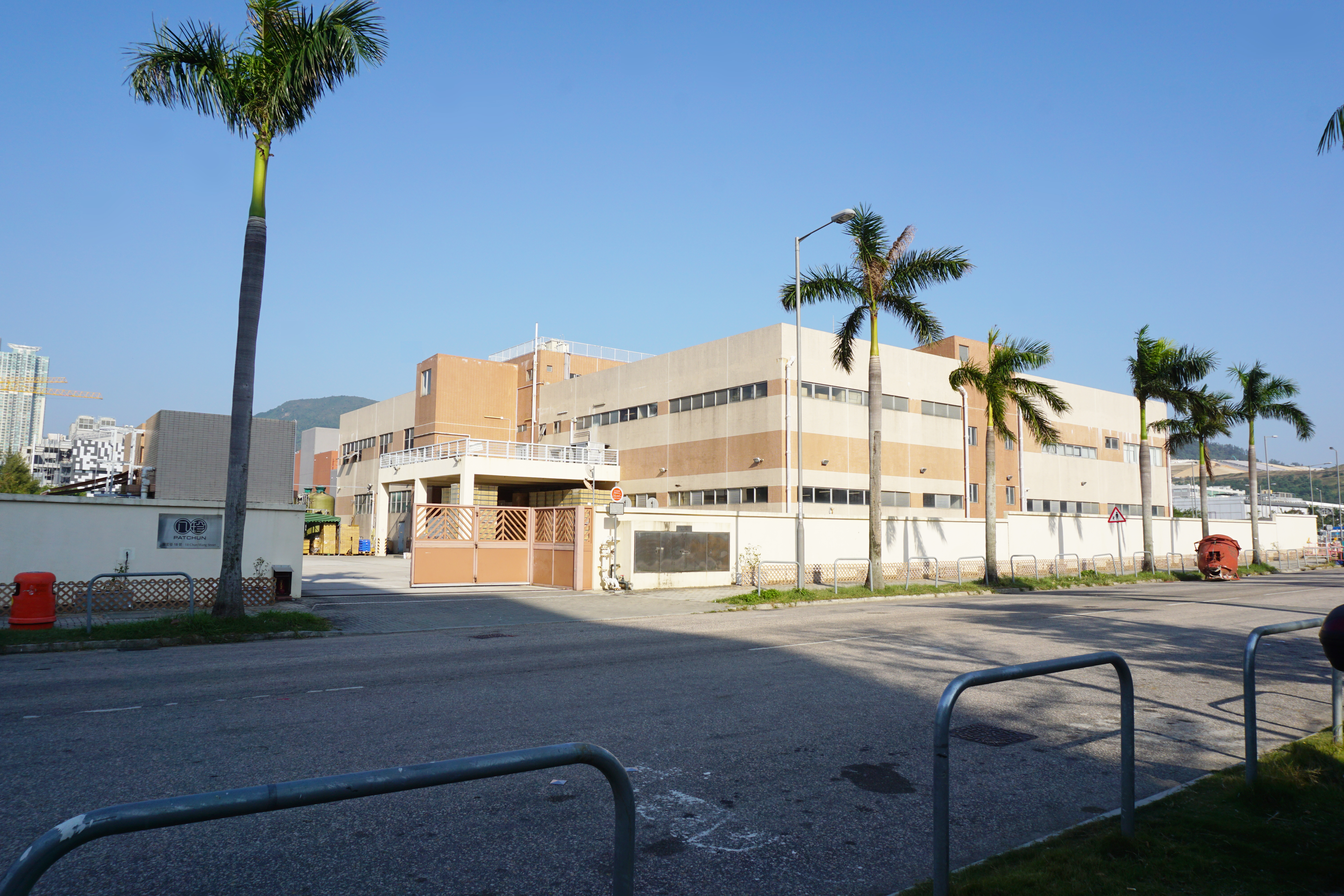
將軍澳創新園八珍大樓

八珍甜醋，原名八珍添丁甜醋，是一個由香港食品廠商八珍國際有限公司（英語：Pat Chun International Limited）所出品的甜醋品牌。該公司源於伍偉森於1932年在旺角水渠道開設的雜貨店。現在該公司香港有四間專門店。

## 產品
| - 甜醋 - 醬油 - 喼汁 - 蠔油 - 腐乳 - 花生醬 | - 涼果 - 芝麻糖 - 花生 - 果仁 - 豬腳薑 |

## 廣告歌
八珍甜醋因其曾長時間於香港地區播放的電視廣告，特別是當中的一句廣告歌歌詞「八珍甜醋分外香」而為人熟知，其中播放於1970至1980年代的第一代廣告歌，乃由香港粵曲伶人及影視演員李燕萍主唱，歌詞為：
恭喜你　恭喜你　添丁又發財
紅雞蛋　豬腳薑　八珍甜醋分外香
第二代廣告歌則於1990年代起播放。廣告中先由報幕員讀出廣告標語「八珍甜醋，品質高、牌子老、味道好」，然後由香港女歌手方伊琪唱出廣告歌，其歌詞直接簡化為「八珍甜醋分外香」七字。

## 專門店
八珍各專門店均掛有不同設計的霓虹燈招牌：

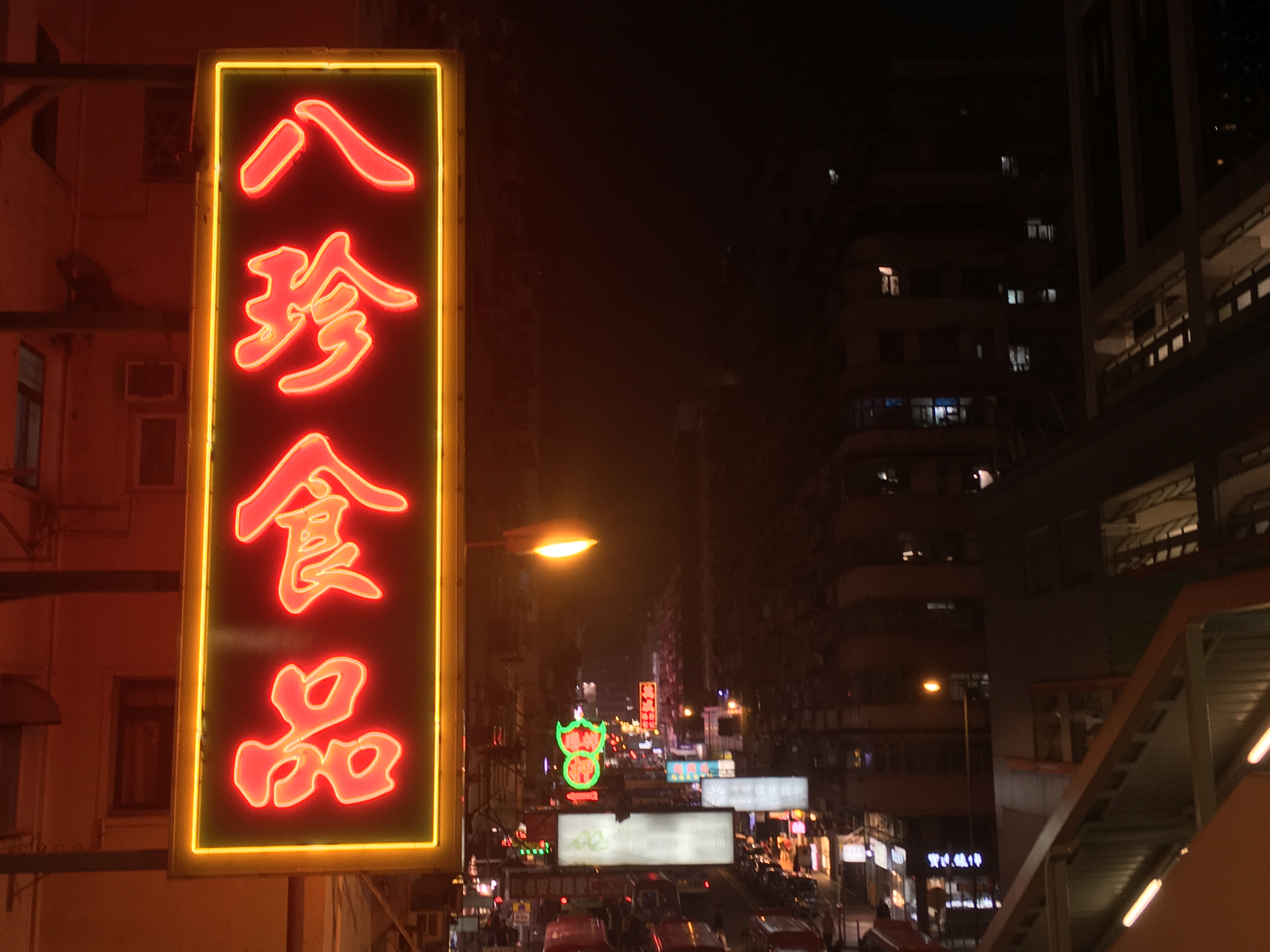
旺角花園街旗艦店
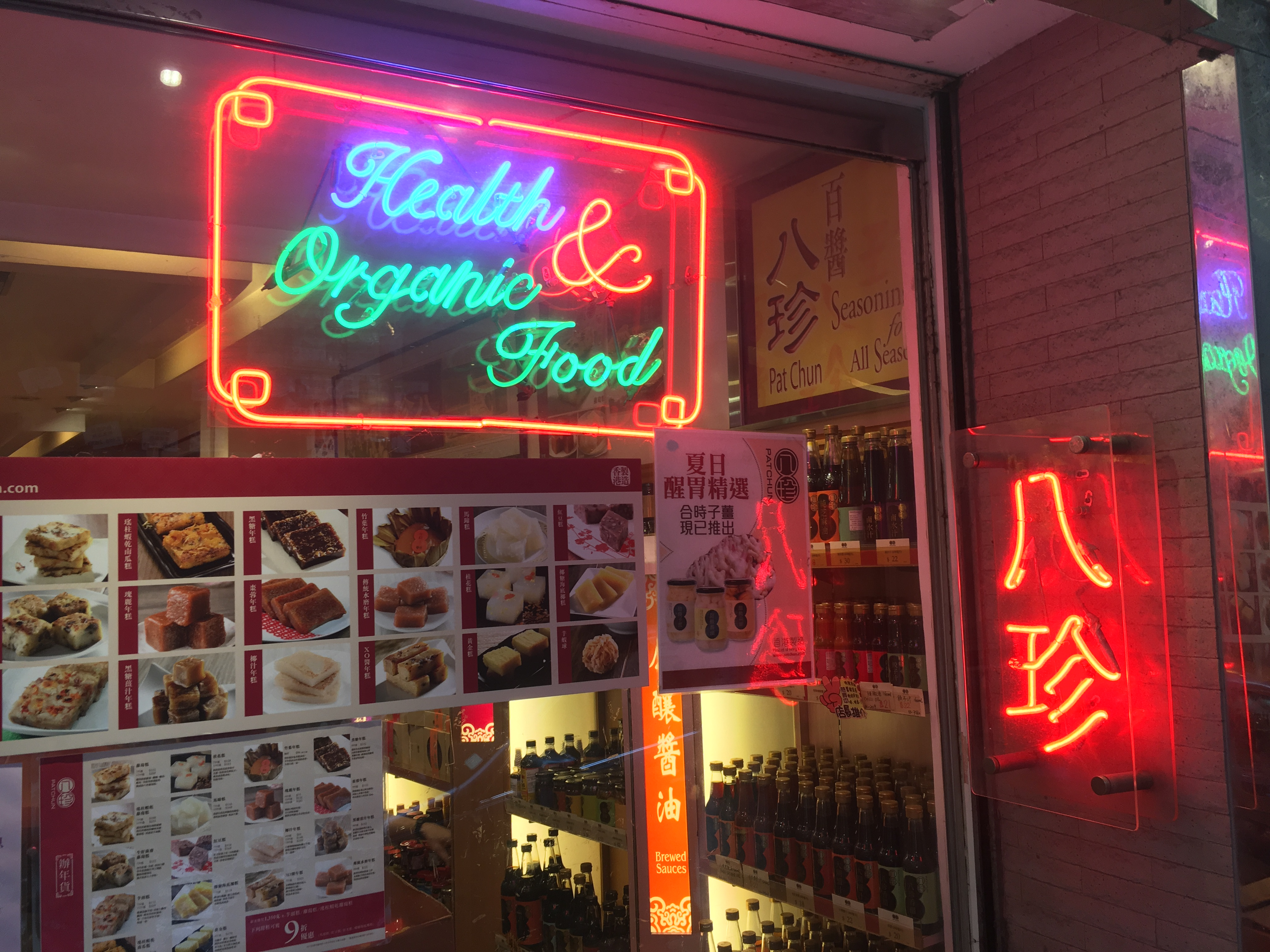
中環威靈頓街專門店
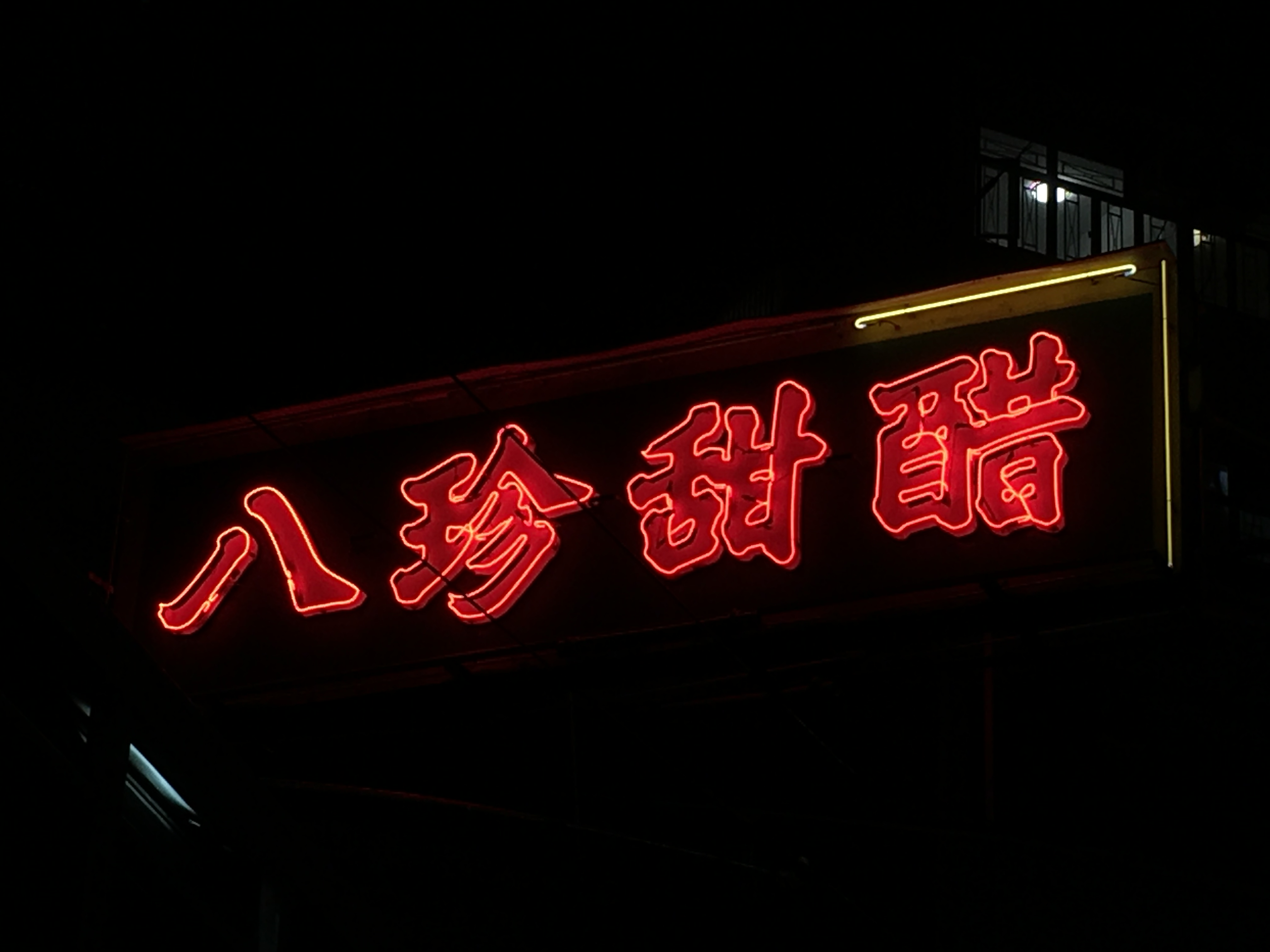
筲箕灣東大街專門店（已拆）

## 外部連結
- 八珍網頁 （页面存档备份，存于）